# Întorsura
Întorsura es una comuna ubicada en el distrito de Dolj, Rumania.

## Superficie
Posee una superficie de 31,33 kilómetros cuadrados.

## Demografía
Hasta 2021 la población era de 1291 habitantes, con una densidad de población de 41,21 habitantes por kilómetro cuadrado.